# Pärlvit

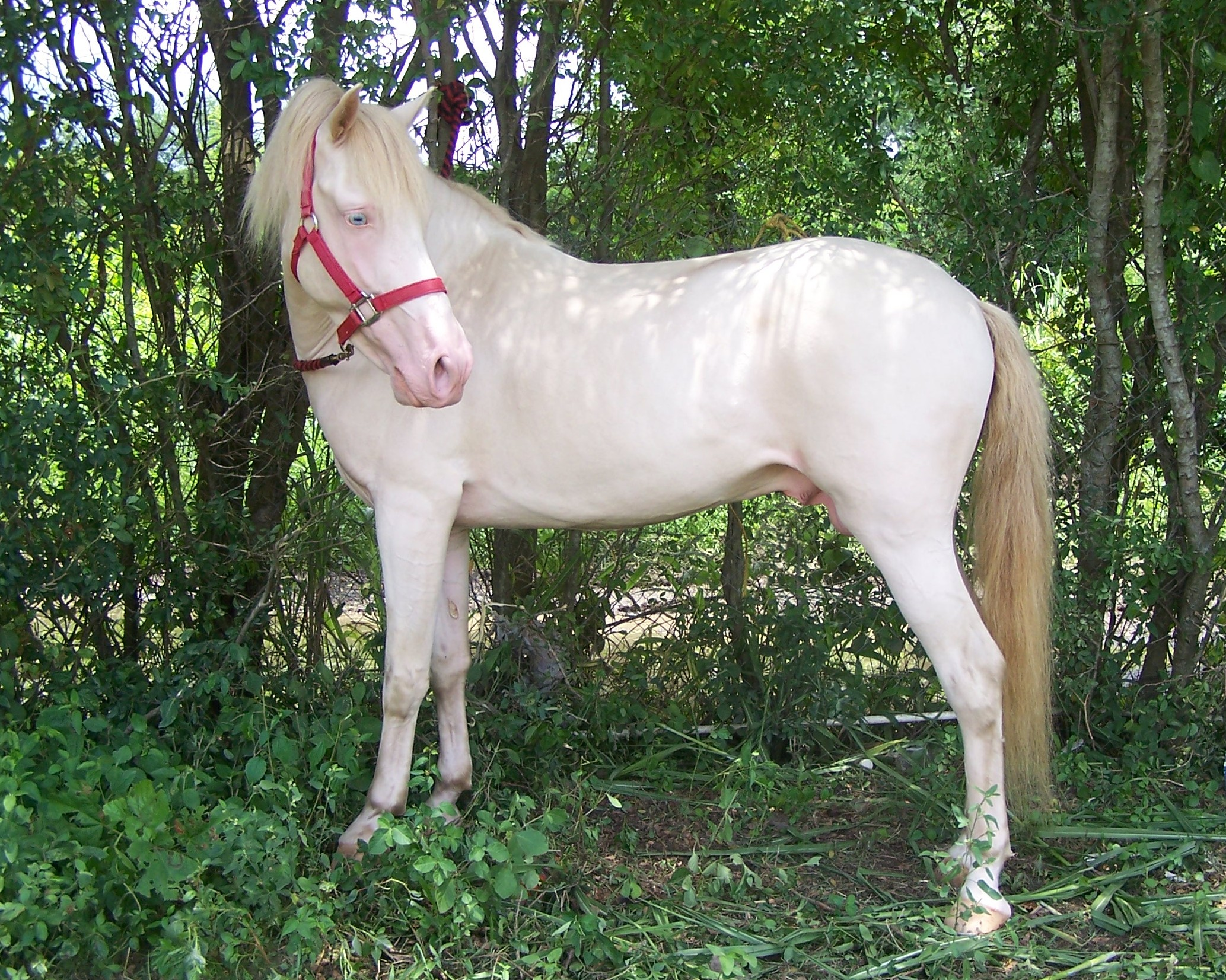
En pärlvit häst.

Pärlvit (en: perlino) är en hästfärg som ofta misstas för albino. En perlino-färgad häst har gulvit päls, ljusgul man och svans, rosa (ej helt opigmenterat) skinn och hovar och blå ögon.

## Genetik
Perlino orsakas av gulgenen (C), en inkomplett dominant (intermediär) gen i dubbel uppsättning (CcrCcr)(homozygot) på brun. På fux skapar (CcrCcr) cremello och på svart rökvit. Gulgenen i heterozygot form (CcrC), bleker rött pigment (eumelanin) till gult utan att påverka svart pigment (vare sig i skinn eller i hår), men i homozygot form, bleker den allt pigment på hästen till nästintill färglöshet. En Perlino-färgad häst ger alltid minst en kopia av gulgenen till sina avkommor.